# De Cock en de dood van een kerkrat
 De Cock en de dood van een kerkrat is het drieëntachtigste deel van de Nederlandse detectiveserie De Cock.

## Hoofdrolspelers
- Het recherchetrio Jurre de Cock, Dick Vledder en Appie Keizer
- Koen Pronk, vastgoedhandelaar. Getrouwd op de rand van een echtscheiding met Anneke Pronk-Weber.
- Jacques Vrijens. Voormalig pastoor van de gesloten Vituskerk in Amsterdam-West.[1]
- Jeroen en Sally Kemper. Toegestane bewoners van de kerk. Ze hebben sinds Kertmis een baby Jesse.
- Okke Koops. Beroepskraker. Heeft zich bluffend een plaats verworven in het kerkgebouw.
- Vincent. Zonderling die rondhangt buiten de kerk met waarschuwende teksten.

## Plot
Tussen Kerst en nieuwjaarsdag wordt De Cock getroffen door een hernia. Bovendien krijgt hij twee sterfgevallen op zijn pad. Koen wordt thuis dood aangetroffen bij een versplinterde glazen tafel. Okke ligt op het kerkaltaar met een ingeslagen schedel.
De kerk blijkt al ruim een jaar gesloten en door het bisdom verkocht aan de inmiddels dode vastgoedhandelaar. Deze link kost De Cock vooral veel hoofdbrekens. Commissaris Buitendam is al lang blij dat de dode in de gesloten kerk niet een geval van terrorisme lijkt.
De Cock gaat de gangen van Jeroen na en kan hem uiteindelijk koppelen aan de twee moorden. De kerk zou op korte termijn tegen eerdere afspraken in worden omgebouwd tot appartementen. Thuis legt hij het zoals gebruikelijk nog eens uit voor vrouw en collega's. Deze keer was de reconstructie van de moord op Okke de sleutel tot de oplossing. De gearresteerde Vincent kon de moord niet hebben gepleegd, want die was zo bang voor Okke dat hij de kerk nooit dorst binnen te gaan.